# 168 км (зупинний пункт, Південна залізниця)
168 км — пасажирський залізничний зупинний пункт Сумської дирекції Південної залізниці на неелектрифікованій лінії Тростянець-Смородине — Люботин між станціями Богодухів (4,2 км) та Губарівка (5,9 км). Розташований в селі Павлівка Богодухівського району Харківської області. 

## Пасажирське сполучення
На платформі 168 км зупиняються приміські поїзди сполученням Боромля — Люботин.